# Paola Pezzaglia
Paolina Pezzaglia Greco (13. září 1886, Milán – 17. prosince 1925, Florencie) byla italská divadelní a filmová herečka.

## Životopis
Pezzaglia byla jedinou dcerou VIP kadeřníka Gerolama Pezzaglia (1854–1899) a Adelindy Monti (1854–1940).
Její strýc byl herec a divadelní manažer Angelo Pezzaglia, který ji povzbudil, aby začala hrát divadlo. Ve věku 6 let už očarovala divadelní diváky a stala se populární herečkou, která hrála ve více než 120 divadelních hrách po celé Itálii, Švýcarsku, Tunisku, Španělsku a Egyptě.
Paolina Pezzaglia pokračovala v kariéře divadelní a filmové herečky až do konce svého života. Během úspěšné divadelní sezóny v roce 1925 zemřela ve Florencii ve věku 39 let na zápal plic. Je pohřbena na hřbitově Trespiano ve Florencii v Itálii.

## Kariéra
Svou první velkou filmovou roli dostala v úspěšném filmu Ermete Zacconiho Compagnia. V roce 1914 Pezzaglia hrála postavu Sofie ve filmu Il fornaretto di Venezia režiséra Luigiho Maggiho. V roce 1918 byla obsazena jako Biribì v sérii čtyř celovečerních filmů Il mistero dei Montfleury. V roce 1918 účinkovala v La capanna dello zio Tom v režii Riccarda Tolentina a v Le peripezie dell'emulo di Fortunello e compagni v režii Cesare Zocchi Collani, kde hrála postavu Madamy Girasole. Paolina byla nekonformní umělkyní, hrála také mužské či komické postavy. V roce 1921 byla v obsazení filmu La vendetta dello scemo v režii Umberta Mucciho.

## Osobní život
V roce 1908 se provdala za herce Antonia Greca a měli spolu syna Ruggera. Antonio zemřel v roce 1913 ve věku 29 let. V roce 1920 měla dceru Annu s hercem a producentem Luigi Motturou, který byl o 16 let mladší. Ti dva se nikdy nevzali.

## Kultura
Příběh jejího života vypráví na webu „Archivio Pezzaglia-Greco“ (dále jen „archiv Pezzaglia-Greco“) její vnuk Gianni Greco, italský spisovatel a rozhlasový a televizní moderátor. Své vyprávění doplňuje spoustou nepublikovaných dokumentů a fotografií. V roce 2013 italské ministerstvo pro dědictví a kulturu a cestovní ruch prohlásilo archív Pezzaglia-Greco za „historicky zajímavý a zvláště důležitý“
V knize americké herečky a spisovatelky Amber Tamblyn Dark Sparkler (2015) je Pezzaglia uvedena v její básni.

## Filmografie
- Il fornaretto di Venezia (1914)
- Muoio per lei! (1918)
- La capanna dello zio Tom (1918)
- Le peripezie dell'emulo di Fortunello e compagni (1918)
- L'emulo di Fortunello direttore d'orchestra (1918)
- Il mistero dei Montfleury (1918), série čtyř celovečerních filmů:
- 1. Il campo maledetto
- 2. I bimbi di nessuno
- 3. La sagra dei martiri
- 4. Il giardino del silenzio
- La vendetta dello scemo (1921)
- Lo scemo Salvatore (1921)